# Усачов Юрій Володимирович

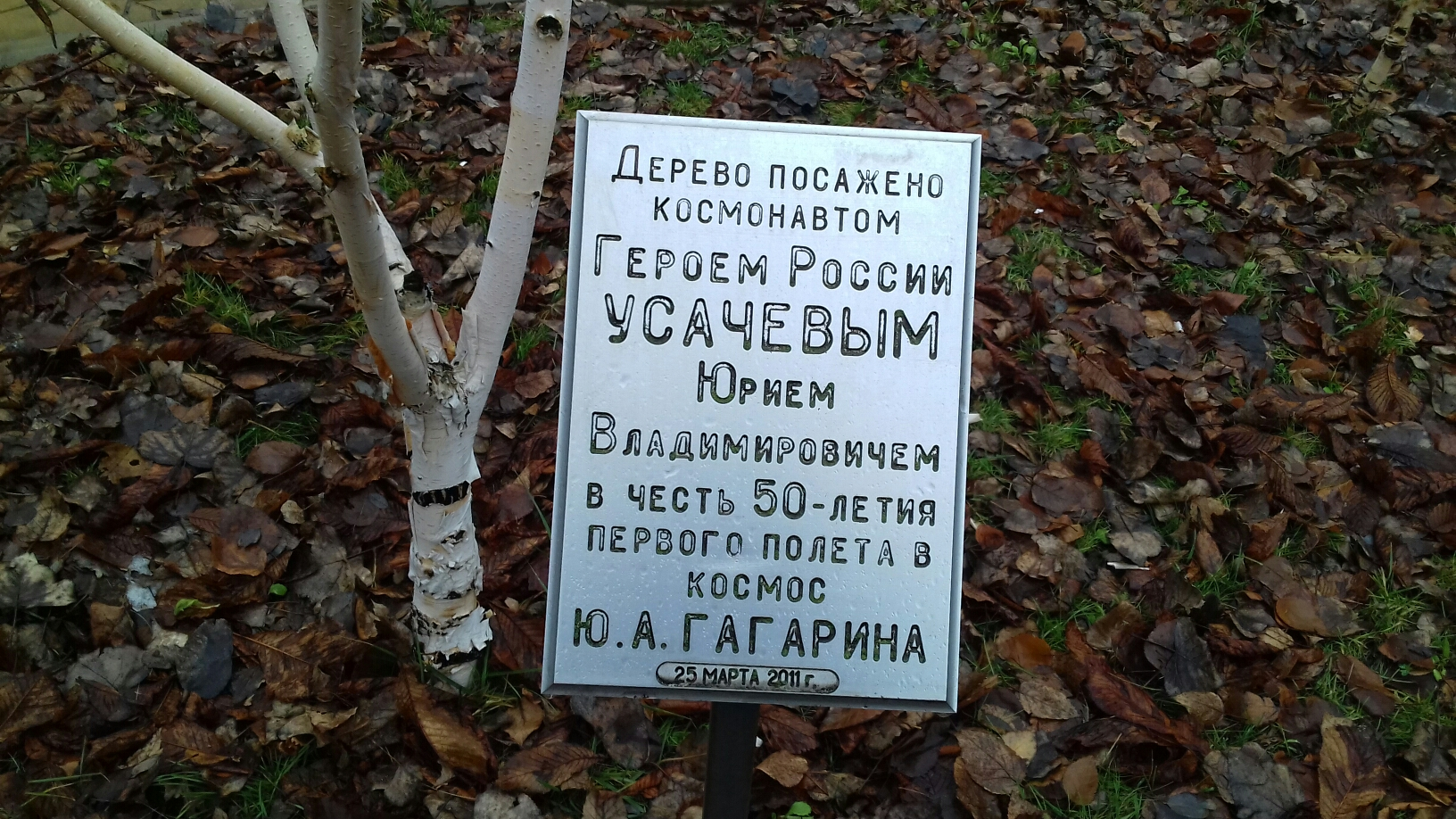
Дерево, висаджене в Ростовському музеї космонавтики

Юрій Володимирович Усачов (нар.. 9 жовтня 1957, Донецьк, Ростовська область, РРФСР) — льотчик-космонавт Російської Федерації, живе в місті Корольові, під Москвою.

## Біографія
Народився 9 жовтня 1957 року в Донецьку Ростовської області. Мати Юрія, Ганна Григорівна Усачова (працювала техніком на фабриці), проживає в Донецьку, батько (шахтар) помер. У нього є старший брат і сестра-близнюк, що народилася на п'ять хвилин раніше.

### Навчання
Юрій Усачов закінчив середню школу № 5 у Донецьку в 1975 році. У 1985 році отримав диплом інженера в Московському авіаційному інституті, кафедра 608 «Проектування аерогідрокосмічних систем».

### Робота
У 1975—1976 роках працював на підприємствах Донецька. У 1976—1978 роках служив строкову службу в Радянській Армії: сержант, командир відділення в хімічних військах в Групі радянських військ у Німеччині.
Після закінчення авіаційного інституту Усачова розподілили інженером до НВО «Енергія», де почав працювати над ракетою-носієм «Енергія», беручи участь у технічному розв'язанні питань виходу у відкритий космос, майбутнього космічного будівництва.
У 1988 році пройшов медичне обстеження і приступив до спеціальних тренувань, а в 1989 році він був зарахований кандидатом до загону космонавтів НВО «Енергія». У 1991 році зарахований до загону космонавтів. Проходив курс загальної космічної підготовки для роботи на орбітальній станції «Мир». Був членом дублюючих екіпажів експедицій «Мир-13, 14 та 19».
Перший космічний політ здійснив з 8 січня по 9 липня 1994 року він працював бортінженером у складі 15-ї основної експедиції на космічній станції «Мир» (командир екіпажу Віктор Афанасьєв, дослідник Валерій Поляков). Екіпаж стартував і приземлявся на космічному кораблі «Союз ТМ-18». Тривалість польоту склала 182 доби 00 годин 27 хвилин.
Другий космічний політ здійснив з 21 лютого по 2 вересня 1996 року в ролі бортінженера 21-ї основної експедиції на космічній станції «Мир». Стартував і приземлявся на космічному кораблі «Союз ТМ-23»: зліт з Юрієм Онуфрієнко і повернення з Юрієм Онуфрієнко та Клоді Андре-Дее. Тривалість польоту склала 193 діб 19 годин 08 хвилин. За цей час здійснив шість виходів у відкритий космос (один з найбільш високих показників виходів у космос протягом одного польоту за всю історію пілотованої космонавтики).
Третій космічний політ відбувся у складі експедиції на шаттлі STS-101 з 19 травня по 29 травня 2000 року. Був фахівцем польоту за програмою складання МКС. Тривалість польоту склала 9 діб 20 годин 10 хвилин.[джерело?]
Четвертий космічний політ здійснив командиром експедиції МКС-2, яка почалася 8 березня 2001 року запуском шаттла «Діскавері» STS-102. 9 березня 2001 року екіпаж прибув на МКС. Команда (астронавти США Джеймс Восс і Сьюзен Гелмс) працювала в космосі 167 днів 6 годин 42 хвилини Зробив один вихід у відкритий космос. 22 серпня 2001 року експедиція повернулася на Землю. У загальній складності Усачов провів у космосі майже 553 доби і сім разів виходив у відкритий космос.
У 2005 році покинув загін космонавтів і був призначений начальником відділу в ракетно-космічній корпорації «Енергія». З 2007 року — командир загону космонавтів РКК «Енергія», при цьому сам чинним космонавтом не є.
Статистика
| # | Стартовий корабель | Старт, UTC        | Експедиція               | Корабель посадки  | Посадка, UTC      | Наліт                         | Виходи у відкритий космос | Час у відкритому космосі |
| - | ------------------ | ----------------- | ------------------------ | ----------------- | ----------------- | ----------------------------- | ------------------------- | ------------------------ |
| 1 | Союз ТМ-18         | 08.01.1994, 10:04 | Союз ТМ-18, Світ-15      | Союз ТМ-18        | 09.07.1994, 10:32 | 182 доби 00 годин 27 хвилин   | 0                         | 0                        |
| 2 | Союз ТМ-23         | 21.02.1996, 12:34 | Союз ТМ-23, Світ-21      | Союз ТМ-23        | 02.09.1996, 07:41 | 193 діб 19 годин 07 хвилин    | 6                         | 30 годин 30 хвилин       |
| 3 | Атлантіс STS-101   | 19.05.2000, 10:11 | Атлантіс STS-101, Світ   | Атлантіс STS-101  | 29.05.2000, 06:20 | 09 діб 20 годин 09 хвилин     | 0                         | 0                        |
| 4 | Діскавері STS-102  | 08.03.2001, 11:42 | Діскавері STS-102, МКС-2 | Діскавері STS-105 | 22.08.2001, 18:22 | 167 діб 06 годин 40 хвилин    | 1                         | 00 годин 19 хвилин       |
|   |                    |                   |                          |                   |                   | 552 доби 22 години 23 хвилини | 7                         | 30 годин 50 хвилин       |

### Родина
Одружений з Вірою Сергіївною Усачовою (до шлюбу Назарова) з Калінінграда. У них є дочка Євгенія. Усачов захоплюється фотографією.

### Турнір по дзюдо
Станіслав Петрович Бєляєв є організатором регіонального турніру з дзюдо на честь Дня космонавтики і Героя Росії Юрія Володимировича Усачова, який замолоду був вихованцем тренера Станіслава Бєляєва.

## Письменницька діяльність
Юрій Усачов — популяризатор космонавтики. Свої враження від чотирьох космічних польотів він описав у книзі «Щоденник космонавта» що побачила світ у Москві у видавництві «Гелеос» 2004 року. Планує продовжувати письменницьку діяльність.
У жовтні 2014 року побачила світ нова книга Юрія Усачова про космос, написана спеціально для дітей — «Один день в космосі».

## Нагороди
- Герой Російської Федерації (18 серпня 1994) — за мужність і героїзм, проявлені під час тривалого космічного польоту на орбітальному науково-дослідному комплексі «Мир»[7]
- Орден «За заслуги перед Вітчизною» II ступеня (10 квітня 2002) — за мужність і високий професіоналізм, проявлені при здійсненні космічного польоту на Міжнародній космічній станції[8]
- Орден «За заслуги перед Вітчизною» III ступеня (16 жовтня 1996) — за успішне здійснення міжнародного космічного польоту на орбітальному науково-дослідному комплексі «Мир» і проявлені при цьому мужність і героїзм[9]
- Медаль «За заслуги в освоєнні космосу» (12 квітня 2011) — за великі заслуги в галузі дослідження, освоєння і використання космічного простору, багаторічну сумлінну працю, активну громадську діяльність[10]
- Кавалер ордена Почесного легіону (Франція, 1997)
- Льотчик-космонавт Російської Федерації (18 серпня 1994)[11]
- Подяка Президента Російської Федерації (23 жовтня 2000) — за великий внесок у розвиток і зміцнення російсько-американського співробітництва в області пілотованої космонавтики[12]
- Медаль «За космічний політ» (НАСА)
- Медаль «За видатні громадські заслуги» (НАСА)
- орден Отамана Платова (2012).[13]
- Має чимало нагород від недержавних громадських об'єднань, зокрема — лауреат премії «Місячна веселка» Сергія Павлова за підсумками 2007 року.